# Almaș-Săliște, Hunedoara
Almaș-Săliște este un sat în comuna Zam din județul Hunedoara, Transilvania, România.

## Monumente istorice
- Biserica de lemn „Sfinții Arhangheli Mihail și Gavril”